# Креветки
Креветки (Caridea) — ракоподібні ряду десятиногих раків, налічують 250 родів та приблизно 2 тисячі видів. Поширені в усіх морях та океанах, трапляються в деяких прісних водоймах, найбільше видове різноманіття спостерігається в тропічних морях. В Україні наявні в Чорному та Азовському морях.

## Опис
Розміри від 2 до 30 см. Тіло креветок стиснуте з боків, складається з головогрудей та сегментованого черевця, яке є довшим ніж головогруди. Передні ноги мають клешні. Є три пари ногощелеп, за допомогою яких частинки їжі транспортуються до жувалець, на яких є щетинки, що визначають харчову цінність їжі. Головогруди креветок попереду мають виступ — рострум, який має зубці та виступи. Черевце товстіше та більш розвинене у самиць. На черевці розміщені 5 пар плавальних ніжок — плеоподів, за допомогою яких креветка плаває. Крім того, у самців плеоподи слугують для прикріплення сперматофора до тіла самиці. У самиці на плеоподи прикріплюються яйця, при цьому плеоподи забезпечують їх притоком свіжої води та очищують від бруду. Останні черевні кінцівки разом із хвостом утворюють віяло. У разі небезпеки креветка різко згинає черевце та робить швидке переміщення назад.
Мають досить довгі антени — органи дотику, також вони допомагають орієнтуватись у просторі. Біля антен є невеликі антенули — органи хімічного чуття. У місці з'єднання антен з головою є орган рівноваги — статоцист. Він є порожниною з чутливими щетинками. На щетинках розташовані статоліти, своїм тиском вони орієнтують креветку відносно сили тяжіння. Функцію статоліту виконують піщинки, які креветки кладуть у порожнину статоцисту після линяння.
Очі креветок фасеткові, кількість фасеток збільшується з віком. Креветка гарно бачить тільки на короткій відстані (до кількох сантиметрів), в орієнтуванні тварини більшу роль відіграють органи нюху та дотику. Але органи зору відіграють велику роль у регулюванні життєдіяльності тварини. У стеблинках очей містяться залози, які виробляють гормони, що регулюють зміну забарвлення, частоту линяння та ріст, рівень цукру у крові, обмін речовин, накопичення кальцію в організмі.

### Забарвлення

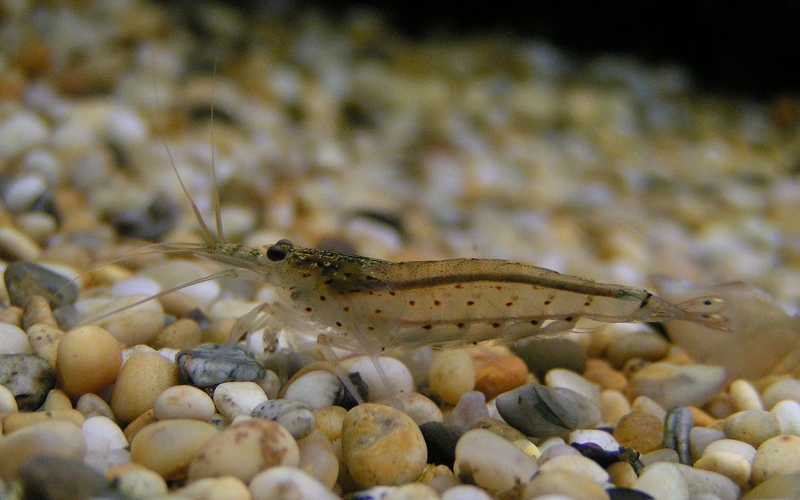
Прозора креветка з червоними плямами пігменту

Креветки можуть бути прозорими або забарвленими, деякі глибоководні види мають пігменти, що світяться в темряві (допомагає тваринам знаходити в темряві партнера в період розмноження). Забарвлення креветок зумовлюється здебільшого каротиноїдами, переважно астаксантином. Разом з білками він утворює синій і бурий колір. Під дією високої температури ці пігменти руйнуються, астаксантин вивільняється, що надає креветкам червоного кольору під час термічної обробки. Пігменти в тілі креветки зосереджені в особливих органах — хроматофорах, які розташовані в товщі покривів тварини. Хроматофори мають дуже розгалужену структуру, якою переміщуються зерна пігменту. Завдяки такій будові деякі види можуть змінювати забарвлення. Коли зерна пігменту зосереджені в центрі хроматофора, креветка світлішає, коли пігмент розподіляється по усім розгалуженням — рачок набуває кольору пігменту. У деяких видів пігментів може бути кілька, наприклад, у креветки крангон (Crangon) — жовтий, чорний, білий і червоний. До хроматофорів не підходять нерви, тому забарвлення не регулюється нервовою системою напряму. Розподілення пігментів стимулюється дією певних гормонів крові, які виробляють залози під дією світла.

## Спосіб життя

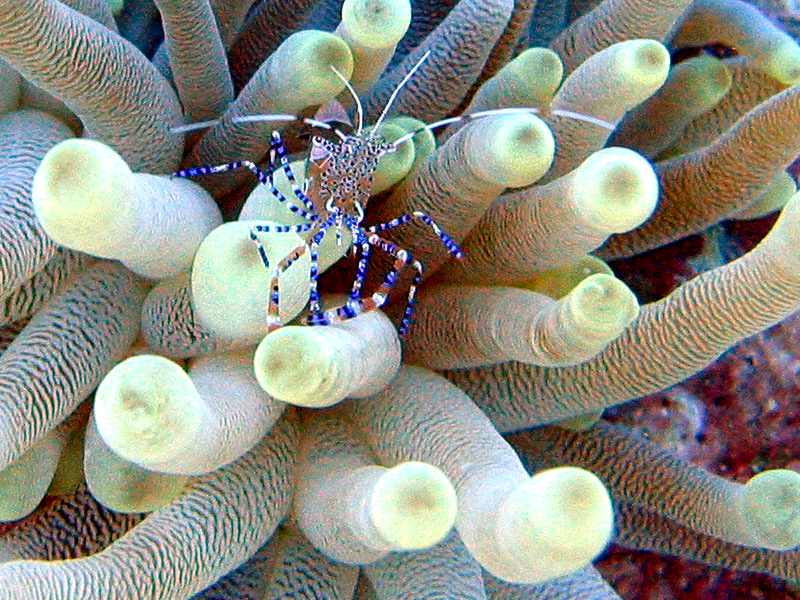
Креветка, що живе на анемоні

Більшість видів креветок живе в солоній воді, але трапляються і прісноводні види. Більшість видів бентосні організми, але є пелагічні види. Кормова база креветок досить різноманітна. Вони можуть живитись планктоном, відмерлими частинами рослин, дрібними безхребетними (черви, личинками комах), детритом тощо. Деякі види креветок живуть у симбіозі з іншими тваринами. Так, представники роду Stenopus живуть в екосистемах коралових рифів у симбіозі з великими рибами, вони збирають з риби зовнішніх паразитів та відмерлу луску. Креветки підродини Pontoniinae живуть на губках, актиніях та морських ліліях і забарвлені під їх колір. Анемонові креветки родів Periclimenes та Hyppolysmata живуть на анемонах серед їх отруйних щупалець і живляться залишками їжі анемонів.

### Линяння
Тіло креветки вкрите панциром (зовнішній скелет), який містить хітин та неорганічні речовини, що забезпечують йому міцність. Він слугує опорою для тіла креветки, але не може рости разом з організмом тварини. Тому у процесі росту тварина вимушена періодично линяти, скидаючи старий панцир та утворюючи новий. Під час линяння у панцирі між головогрудьми та черевцем утворюється щілина. Креветка спочатку витягає зі старого панцира головогруди, а потім черевце. Ріст організму може відбуватись тільки у проміжок часу, поки панцир не просочений мінеральними речовинами та ще не став твердим.

### Розмноження

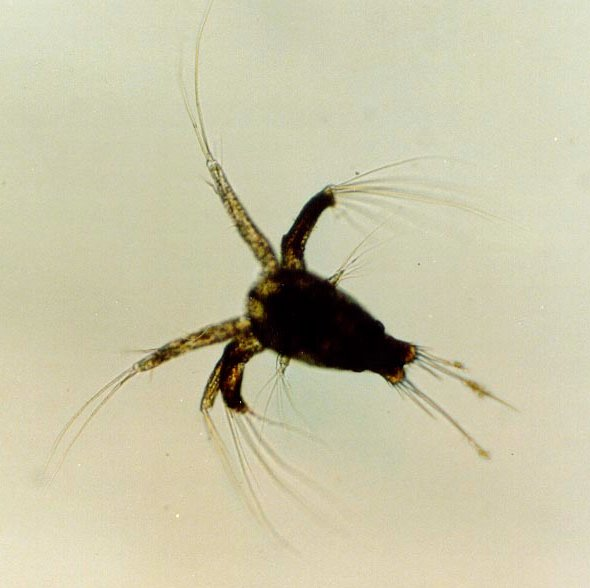
Наупліус — одна з личинкових стадій креветки

Креветки відкладають велику кількість яєць (до 150 тисяч у креветки Розенберга). Велика кількість яєць, що відкладаються, обумовлена тим, що більшість молодих особин гине на стадії личинки, лише кілька відсотків з них доживуть до дорослого стану. Личинки є дрібними планктонними організмами, які слугують їжею багатьом видам тварин. Крім того, личинки дуже чутливі до факторів зовнішнього середовища.
Яйця креветок розвиваються кілька тижнів, час розвитку залежить від температури — у теплій воді швидкість розвитку збільшується. У креветок існує турбота про потомство — самиця носить яйця на черевних ніжках, доки не з'являться личинки. Личинки пелагічні, проходять кілька стадій (наупліус, протозоеа, зоеа, мізис, декапотидна стадія). Будова личинок на перших трьох стадіях суттєво відрізняється від будови дорослої особини. Тільки на стадії мізису личинка набуває вигляду дорослої особини. Личинки досить дрібні (до кількох міліметрів), малорухливі, вони не збирають їжу активно, а збирають той корм, який торкається їх. Раціон личинок становлять мікроскопічні водорості та організми до 1 мм у діаметрі. Личинки креветок та дорослі форми живуть у різних екологічних нішах та не конкурують за кормову базу.

## Значення

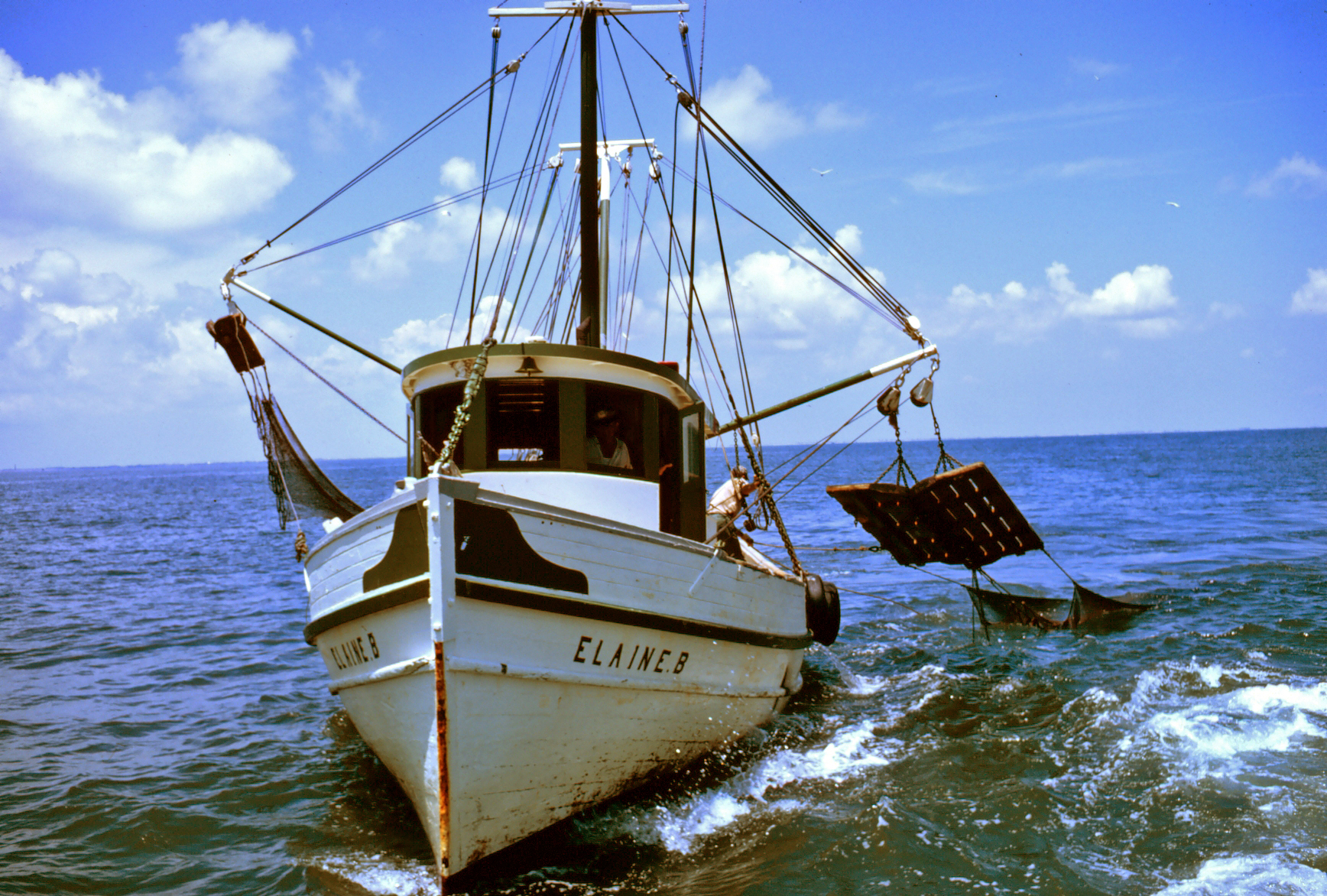
Траулер для лову креветок

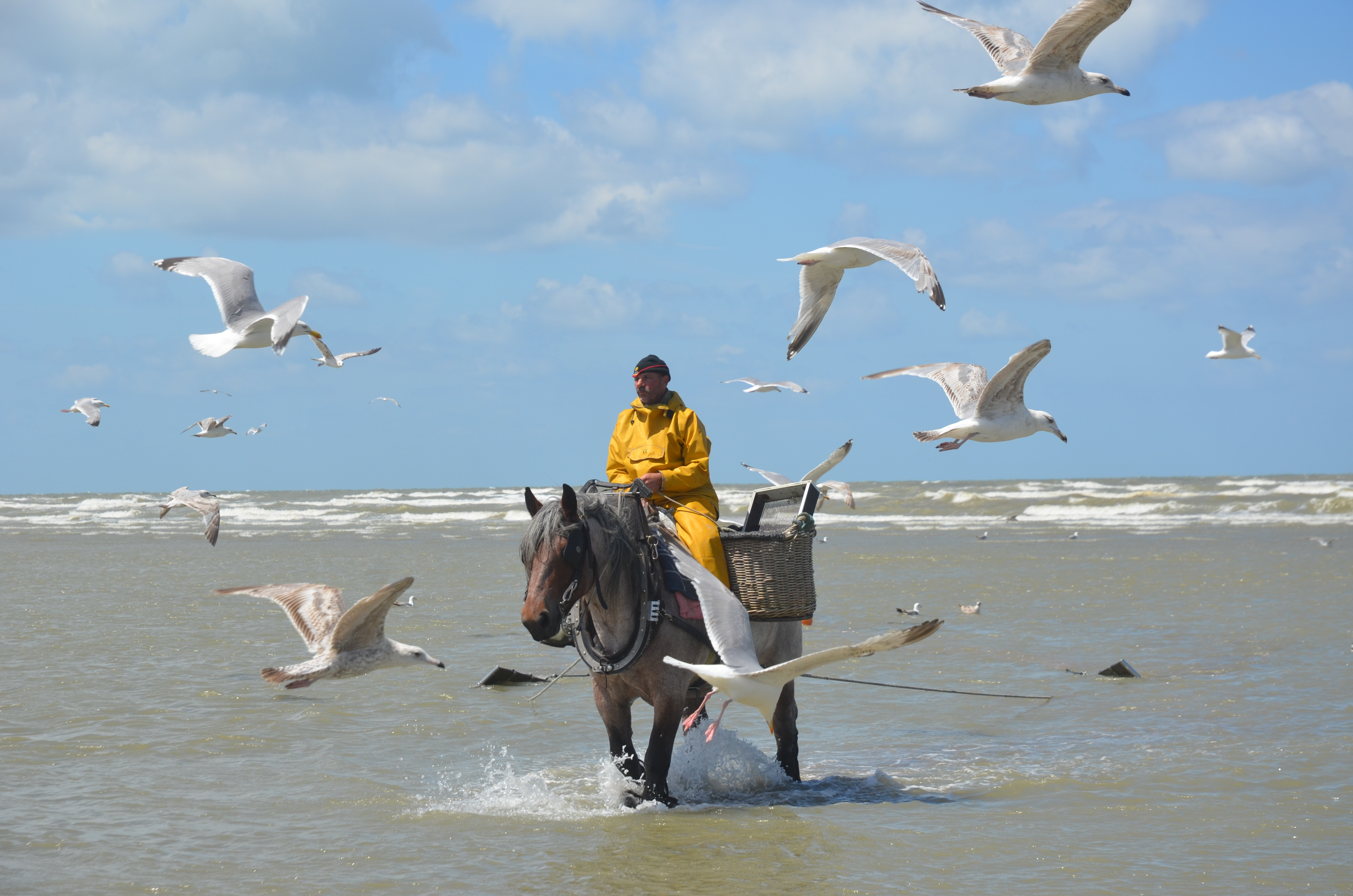
Кінний промисел креветок в Остдюнкерку (Бельгія)

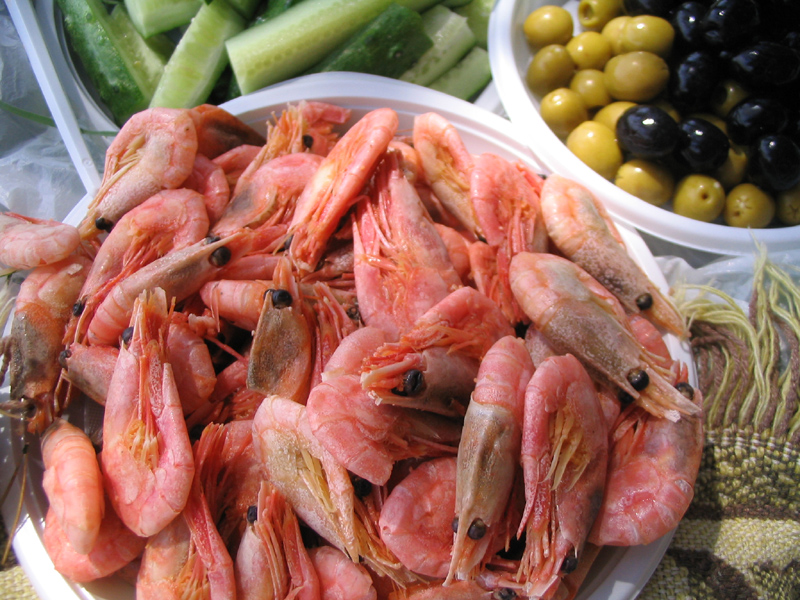
Креветки в магазині

Креветки мають велике промислове значення, близько 300 видів становлять економічну цінність. Частка креветок становить 70 % від кількості всіх ракоподібних, яких виловлюють для споживання. Світовий промисел креветок становить 3,4 млн тонн на рік, загальною вартістю близько 10 мільярдів доларів (за даними на 2009 рік). У деяких країнах, що розвиваються, добування креветок є важливим джерелом доходу та працевлаштування. Головним регіоном вилову креветок є Азія. Частка цього регіону у промислі становить 55 %. Загалом понад 100 країн експортують значні обсяги креветок. Основними ринками збуту цього продукту є США, Японія та Європа. Однак в наш час неконтрольований вилов призвів до виснаження ресурсів цих тварин, знищення придонних водоростей та деградації прибережних екосистем. Це відбувається внаслідок того, що разом з креветками під час лову до тралів потрапляє велика кількість риби (у тому числі молодь важливих промислових видів, таких як макрель, тріска, морський окунь тощо), бентосних організмів, водоростей. Ці супутні організми гинуть, крім того, гинуть молоді особини креветок, що робить неможливим відновлення їх популяції. Унаслідок цього природоохоронні організації вимагають скоротити вилов креветок та модернізувати засоби лову.
Страви з креветок поширені в кухнях багатьох країн світу. М'ясо креветок відрізняється дуже гарними смаковими якостями. Крім того, воно містить велику кількість вітаміну В12 та жиророзчинних вітамінів A, E та D. З мікроелементів креветки багаті на кальцій та йод. У продаж креветки надходять варено-мороженими або замороженими, у панцирі або очищені. На упаковці зазвичай вказують цифри, наприклад 50/70, 90/120, якими позначають кількість креветок на 1 кг ваги. Завдяки смачному м'ясу, неповторному аромату, легкості приготування існує величезна кількість страв з цих тварин, вони є одними з найпопулярніших безхребетних організмів у кулінарії.
Деякі види прісноводних креветок є об'єктом розведення в акваріумах.